# Calicnemia miniata
Calicnemia miniata är en trollsländeart som först beskrevs av Selys 1886.  Calicnemia miniata ingår i släktet Calicnemia och familjen flodflicksländor. IUCN kategoriserar arten globalt som livskraftig. Inga underarter finns listade i Catalogue of Life.